# Duyung (Takeran)
Duyung is een bestuurslaag in het regentschap Magetan van de provincie Oost-Java, Indonesië. Duyung telt 2380 inwoners (volkstelling 2010).